# 구글 플레이 뮤직
구글 플레이 뮤직(Google Play Music)은 구글이 운영하는 음악 및 팟캐스트 스트리밍, 온라인 음악 로커이다. 이 서비스는 2011년 5월 10일에 발표되었으며, 베타 기간의 초대 전용 6개월 이후 11월 16일 공식 런칭하였다.
표준 계정을 보유한 사용자들은 자신의 개인 라이브러리에서 최대 50,000개의 곡을 무료로 업로드하고 들을 수 있다. 유튜브 레드와 결합되어 판매되는 "모든 액세스" 구독은 사용자들에게 구글 플레이 뮤직 카탈로그의 노래에 대한 주문형 스트리밍의 권한을 부여한다. 사용자들은 구글 플레이의 뮤직 스토어를 통해 자신들의 라이브러리에 대해 추가적인 트랙을 구매할 수 있다. 인터넷 연결 기기를 위한 음악 스트리밍을 제공할뿐 아니라 구글 플레이 뮤직 모바일 앱은 음악을 오프라인에 저장하고 들을 수 있게 허용한다. 그리고 2020년 12월 3일 종료되었다.

## 역사
구글은 당시 구글의 소셜 빅 군도트라 부사장이 발표 도중 당시 안드로이드 마켓의 "뮤직" 섹션을 보여주던 2010 구글 I/O 개발자 콘퍼런스 중에 클라우드 미디어 플레이어를 출시한다는 암시를 주었다. 음악 서비스는 공식적으로 2011년 5월 10일 이듬해 I/O 콘퍼런스에서 "뮤직 베타"라는 이름으로 발표되었다. 처음에는 미국의 초대받은 거주자들만 이용이 가능했고 기능 제한이 있었다. 즉, 최대 20,000곡의 스토리지를 위한 무료 뮤직 로커 기능이 있었으나 베타 기간 중에 뮤직 스토어가 존재하지 않았는데 이는 구글이 주요 레코드 레이블 회사들과 라이선스 거래에 도달하지 못했기 때문이다.
6개월 베타 기간 후에 구글은 2011년 11월 16일 미국의 "These Go to Eleven" 발표 행사에서 이 서비스를 "구글 뮤직"으로 공식 런칭하였다.

## 반응
2013년에 엔터테인먼트 위클리는 수많은 서비스들을 비교한 다음 구글 플레이 뮤직 올 액세스에 "B+"점을 부여하였다.